# Jümmesee
Der Jümmesee ist ein Baggersee auf dem Gebiet der Samtgemeinde Jümme in Niedersachsen. Der See dient als Freizeitsee.

## Lage
Der Jümmesee liegt südwestlich des Ortsteils Stickhausen der Gemeinde Detern, die eine von drei Mitgliedsgemeinden der Samtgemeinde Jümme ist. Er wird nur durch einen Deich vom gleichnamigen Fluss Jümme getrennt. Der See hat weder Zu- noch Abflüsse.

## Geschichte
Der Jümmesee ist nach dem Fluss Jümme benannt, der direkt am See vorbeifließt. Er entstand Anfang der 1980er Jahre durch die Sandentnahme für den Bau der B 72, die von der Anschlussstelle Cloppenburg der A 1 zum Fähranleger nach Norddeich führt.

## Freizeitanlage Jümmesee
Der Jümmesee ist als Freizeitsee hergerichtet. Er hat auf der östlichen Seite einen Sandbadestrand mit Liegewiese und einen großen Campingplatz. Auf der westlichen Seite wird der See durch einen Waldstreifen von der vorbeiführenden Bundesstraße 72 getrennt.

## Angelrevier
Der Jümmesee ist Angelrevier des Fischereivereins „Altes Amt Stickhausen“ e.V.